# Layne Flack
Layne Flack (* 18. Mai 1969 in Rapid City, South Dakota; † 19. Juli 2021 in Las Vegas, Nevada) war ein professioneller US-amerikanischer Pokerspieler. Er war sechsfacher Braceletgewinner der World Series of Poker und gewann 2003 das Main Event der World Poker Tour. Ein Jahr nach seinem Tod wurde er in die Poker Hall of Fame aufgenommen.

## Persönliches
In seiner Freizeit hörte Flack gerne Musik und spielte Golf. Er lieferte beim Bowling ein perfektes Spiel ab, indem er 300 Pins abräumte. Im Jahr 2004 begann Flack Drogen zu nehmen. Sein Freund Daniel Negreanu griff ein und zahlte ihm 80.000 US-Dollar für eine Rehabilitation, durch die er „clean“ wurde. Am 19. Juli 2021 wurde Flack im Alter von 52 Jahren leblos in seinem Haus in Las Vegas aufgefunden.

## Pokerkarriere

### Werdegang
Flack begann mit seinen Großeltern Karten zu spielen. Er vertiefte durch die Arbeit in einem Casino sein Wissen über Poker. Nach seinem Job ging er in andere Casinos, um selbst zu spielen. Trotz seiner Beförderung zum Night Manager kündigte er, um mehr Zeit zum Pokern zu haben. In Las Vegas traf der Amerikaner beim Spielen auf Johnny Chan, der ihm half, seine Fähigkeiten zu verbessern. Er wurde außerdem von Huck Seed beim Poker instruiert und gewann ab 1994 erste Preisgelder bei Pokerturnieren.
Flack hatte diverse Erfolge bei der World Series of Poker (WSOP) in Las Vegas sowie der World Poker Tour. Er gewann 1999 im Binion’s Horseshoe sein erstes Bracelet in der Variante Pot Limit Hold’em und erhielt den Hauptpreis von rund 225.000 US-Dollar. In den Jahren 2002 und 2003 sicherte er sich bei der WSOP jeweils zwei Bracelets, wobei er je zweimal in Texas Hold’em sowie Omaha High/Low Eight or Better siegreich war. Darüber hinaus entschied er Ende Februar 2003 ein WPT-Einladungsturnier mit einer Siegprämie von 125.000 US-Dollar für sich. Beim UltimateBet.com Poker Classic belegte Flack Anfang Oktober 2004 den mit 500.000 US-Dollar dotierten zweiten Platz. Sein sechstes Bracelet gewann er bei der WSOP 2008 in Pot Limit Omaha, wofür er das höchste Preisgeld seiner Karriere von knapp 580.000 US-Dollar erhielt. Seine letzten Live-Preisgelder gewann der Amerikaner bei der WSOP 2019. Auch bei der aufgrund der globalen COVID-19-Pandemie online bei WSOP.com im Juli 2020 ausgespielten World Series of Poker Online erzielte er 9 Geldplatzierungen.
Insgesamt hat sich Flack mit Poker bei Live-Turnieren mehr als 5 Millionen US-Dollar erspielt. Im Juli 2022 wurde er posthum in die Poker Hall of Fame aufgenommen.

### Braceletübersicht
Flack kam bei der WSOP 68-mal ins Geld und gewann sechs Bracelets:
| Jahr | Buy-in (in $) | Turnier                        | Teilnehmer | Preisgeld (in $) |
| ---- | ------------- | ------------------------------ | ---------- | ---------------- |
| 1999 | 3000          | Pot Limit Hold’em              | 187        | 224.040          |
| 2002 | 2000          | No Limit Hold’em               | 449        | 303.880          |
| 2002 | 1500          | Omaha High/Low Eight or Better | 528        | 268.020          |
| 2003 | 2000          | Omaha High/Low Eight or Better | 135        | 119.260          |
| 2003 | 2000          | Limit Hold’em Shootout         | 220        | 120.000          |
| 2008 | 1500          | Pot-Limit Omaha (mit Rebuys)   | 320        | 577.725          |